# イギリスにおけるペットの戦時殺処分
イギリスにおけるペットの戦時殺処分（イギリスにおけるペットのせんじさつしょぶん、英語: British Pet Massacre）は、1939年にイギリスで、第二次世界大戦による食糧不足の対策として、推定750,000頭以上のペットが殺された出来事である。イギリスにおけるペットのホロコースト（The British Pet Holocaust）。

## 背景

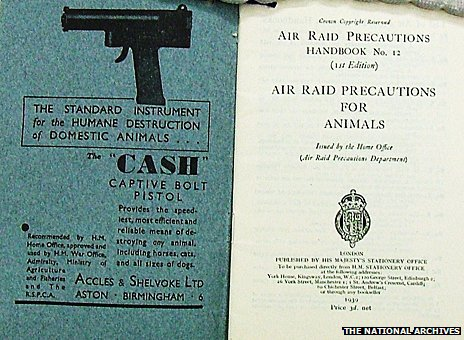
小冊子『動物飼育者に対する助言』（Advice to Animal Owners）

第二次世界大戦の迫った1939年にイギリス政府は、開戦前のペットの処遇を決めるため、空襲警戒会（仮訳：Air Raid Precautions）の下に動物委員会（National Air Raid Precautions Animals Committee, NARPAC）を設けた。動物委員会は、政府が食糧の配給制を施行した場合、飼い主たちが自分の分の食糧をペットに分け与えるか、ペットを飢えさせるかという選択を迫られる事態を懸念した。この問題に対する回答として、動物委員会は、『動物飼育者に対する助言』（Advice to Animal Owners）と題する小冊子を発行した。この小冊子では、ペットを大都市から田舎に疎開させることを勧めたうえ、「ペットの世話を他人に頼むことができないのであれば、彼らを殺すことが本当の優しさです。」と結論づけられていた。この小冊子には、ペットを安楽死させるために使える拳銃の広告も掲載されていた。

## 殺処分の実行
1939年にイギリスがドイツに対して宣戦布告すると、多くの飼い主たちがペットを安楽死させるために動物病院や動物保護施設へ押し寄せた。「動物のための人民医務室」（仮訳：People's Dispensary for Sick Animals, PDSA）や英国動物虐待防止協会など多くの獣医師等の団体はそのような過激な手法に反対していたが、そうした団体の施設も開戦後数日のうちに飼い主たちで溢れかえった。PDSAの創立者であるマリア・ディッキンは、「私達の技術職員がこのような不幸な任務の遂行を求められたことは、決して忘れてはならない当時の悲劇である。」と報告している。
1940年9月にザ・ブリッツと呼ばれるロンドン大空襲が始まると、さらに多くの飼い主たちがペットの安楽死のために施設に詰めかけた。国立陸軍博物館の上席キュレーターであるピップ・ドッドは、「人々は爆撃と食糧不足に悩まされ、ペットを飼うという『贅沢』は戦時下において不適切だと感じた。」と解説する。

## 殺処分に対する抵抗
バタシー・ドッグス・アンド・キャッツホームは、大勢に逆らって、第二次世界大戦期間中に145,000頭の犬をなんとか保護した。殺処分に反対した著名な人物としては、第13代ハミルトン公爵の夫人であるニナ・ダグラス＝ハミルトンがいる。愛猫家として知られる彼女は、殺処分が残虐として反対するキャンペーンを行い、ウィルトシャー州に持っていたカントリー・ハウスのフェルン・ハウスの飛行場を温めて動物の保護区にした。

## 結果
イギリスにおけるペットの戦時殺処分により、開戦直後の一週間だけで750,000頭以上のペットが殺されたと推定される。多くの飼い主たちは、空襲の恐怖と食糧不足を乗り越えた後、ペットを殺したことを後悔し、ヒステリックに政府を非難した。